# Pierre de lynx

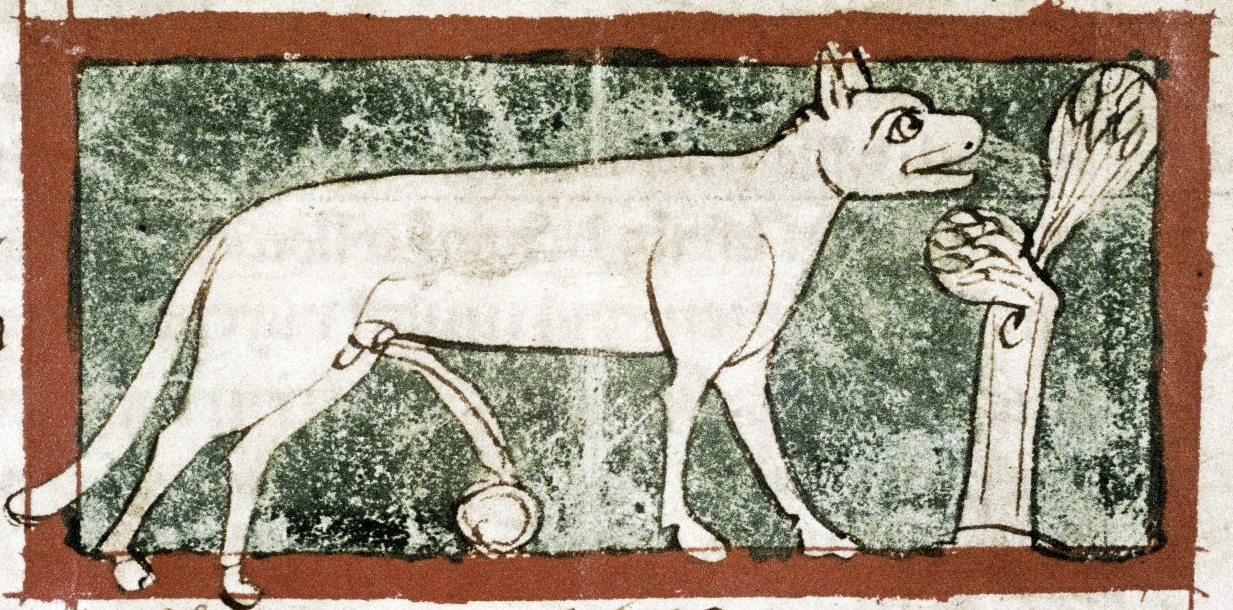
De nombreux bestiaires représentent le lynx en train d'uriner, formant ainsi la pierre mythique.

La pierre de lynx (en latin lyncurium, lyngurium ou lapis lincis) est une gemme, aux propriétés supposées magiques et médicinales, citée dans de nombreux ouvrages de l'Antiquité et du Moyen Âge. Décrite pour la première fois par le philosophe grec Théophraste comme l'urine pétrifiée du lynx, elle est ensuite mentionnée par Ovide et Pline l'Ancien, puis présente dans la plupart des lapidaires jusqu'au XVIIe siècle.
La pierre de lynx a souvent été identifiée comme étant le succin, c'est-à-dire l'ambre jaune, ou une bélemnite, un fossile de mollusque ayant la forme d'un fer de lance. D'autres auteurs ont suggéré qu'il s'agissait d'une citrine, d'un péridot, d'une tourmaline ou encore d'une rose des sables.